# Arbequina

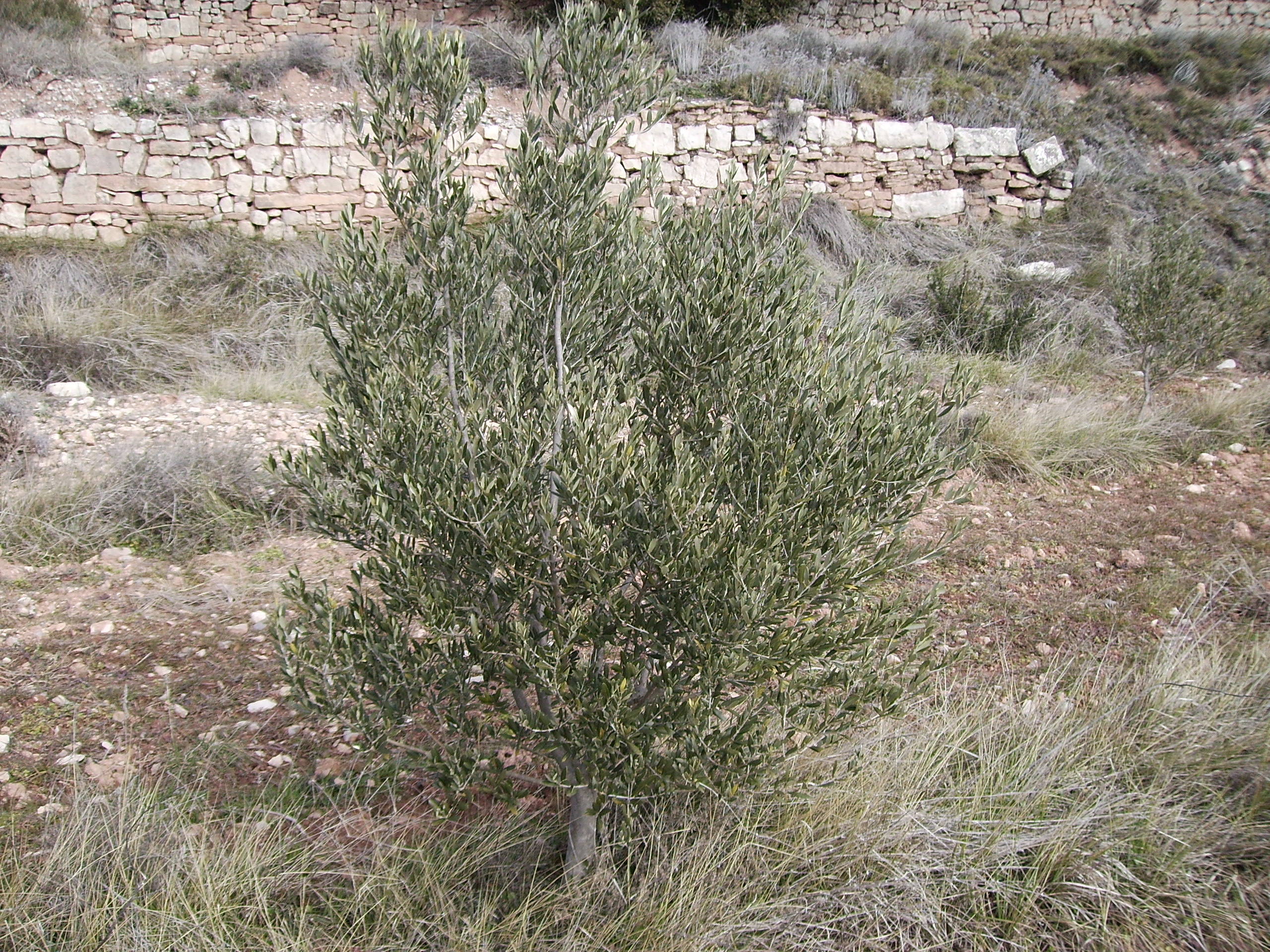
Arbequina de dix ans.

 (décembre 2024).
Si vous disposez d'ouvrages ou d'articles de référence ou si vous connaissez des sites web de qualité traitant du thème abordé ici, merci de compléter l'article en donnant les références utiles à sa vérifiabilité et en les liant à la section « Notes et références ».
L'arbequina est une variété d'olivier catalan qui tire son nom de la commune d'Arbeca dans la comarque des Garrigues.

## Origine et diffusion

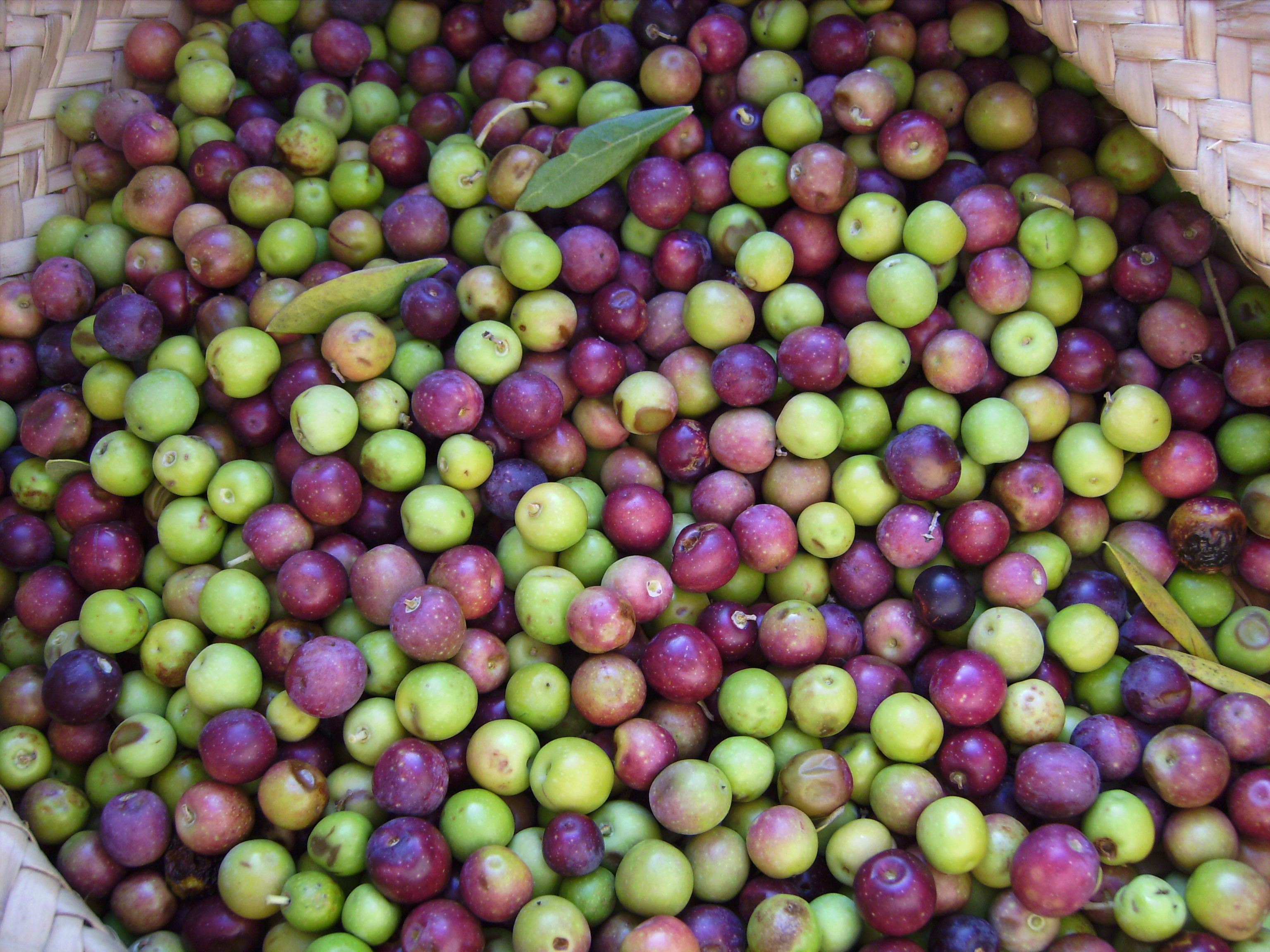
Olives arbequines.

Cette variété, originaire de Palestine, a été introduite en Europe au cours du XVIIe siècle par le duc de Medinaceli. En Espagne, elle est surtout cultivée en Catalogne, où elle occupe 55 000 hectares, en Aragon et en Andalousie. L'arbequina s'est acclimatée en Argentine, au Chili et en Australie. Elle est devenue la variété dominante d'olive en Californie, où elle est très utilisée dans les vergers à haute densité à cause de sa faible vigueur. En France, on la trouve en abondance dans les Pyrénées-Orientales et dans quelques plantations à haute-densité.

## Caractéristiques
L'arbequina donne des petites olives très aromatiques, elles sont symétriques et de couleur brun foncé, avec un sommet arrondi et une large cavité pédonculaire. 